# Diócesis de Wichita
La diócesis de Wichita (en latín: Dioecesis Wichitensis y en inglés: Roman Catholic Diocese of Wichita) es una circunscripción eclesiástica de la Iglesia católica en Estados Unidos. Se trata de una diócesis latina, sufragánea de la arquidiócesis de Kansas City. Desde el 20 de febrero de 2014 su obispo es Carl Allan Kemme.

## Territorio y organización
La diócesis tiene 51 995 km² y extiende su jurisdicción sobre los fieles católicos de rito latino residentes en 26 condados del estado de Kansas: Allen, Bourbon, Butler, Chase, Chautauqua, Cherokee, Cowley, Crawford, Elk, Ellsworth, Greenwood, Harper, Harvey, Kingman, Labette, Marion, McPherson, Montgomery, Morris, Neosho, Reno, Rice, Sedgwick, Sumner, Wilson y Woodson.
La sede de la diócesis se encuentra en la ciudad de Wichita, en donde se halla la Catedral de la Inmaculada Concepción.
En 2020 en la diócesis existían 90 parroquias.

## Historia
La diócesis fue erigida el 2 de agosto de 1887 con el breve Quum ex apostolico munere del papa León XIII, obteniendo el territorio de la diócesis de Leavenworth (hoy arquidiócesis de Kansas City).
Originalmente incluidos los condados de Barber, Barton, Clark, Comanche, Edwards, Ellsworth, Finney, Ford, Grant, Gray, Greeley, Hamilton, Harper, Harvey, Haskell, Hodgeman, Kearny, Kingman, Kiowa, Lane, McPherson, Meade, Morton, Ness , Pawnee, Pratt, Reno, Rice, Rush, Scott, Sedgwick, Seward, Stafford, Stanton, Stevens, Sumner y Wichita. El 1 de julio de 1897, como resultado del breve Quae rei sacrae del papa León XIII, se expandió hacia el este, obteniendo de la misma diócesis de Leavenworth los condados de Allen, Bourbon, Butler, Chase, Chautauqua, Cherokee, Cowley, Crawford, Elk, Greenwood, Labette, Marion, Montgomery, Morris, Neosho, Wilson y Woodson.
El 19 de mayo de 1951 cedió una parte de su territorio para la erección de la diócesis de Dodge City mediante la bula Fructuosius sane del papa Pío XII.
La diócesis fue sufragánea de la arquidiócesis de San Luis hasta 1952, cuando pasó a formar parte de la provincia eclesiástica de Kansas City.

## Estadísticas
De acuerdo al Anuario Pontificio 2021 la diócesis tenía a fines de 2020 un total de 119 800 fieles bautizados.
| Año                                                                             | Población            | Población | Población      | Sacerdotes | Sacerdotes    | Sacerdotes    | Bautizados por sacerdote | Diáconos permanentes | Religiosos | Religiosos | Parroquias |
| Año                                                                             | Bautizados católicos | Total     | % de católicos | Total      | Clero secular | Clero regular | Bautizados por sacerdote | Diáconos permanentes | Varones    | Mujeres    | Parroquias |
| ------------------------------------------------------------------------------- | -------------------- | --------- | -------------- | ---------- | ------------- | ------------- | ------------------------ | -------------------- | ---------- | ---------- | ---------- |
| 1950                                                                            | 68 849               | 911 368   | 7.6            | 215        | 170           | 45            | 320                      |                      | 15         | 952        | 179        |
| 1966                                                                            | 85 983               | 919 063   | 9.4            | 216        | 170           | 46            | 398                      |                      | 17         | 624        | 98         |
| 1970                                                                            | 88 826               | 859 766   | 10.3           | 175        | 134           | 41            | 507                      |                      | 51         | 533        | 98         |
| 1976                                                                            | 90 431               | 828 626   | 10.9           | 146        | 123           | 23            | 619                      |                      | 28         | 490        | 95         |
| 1980                                                                            | 97 350               | 846 792   | 11.5           | 134        | 111           | 23            | 726                      |                      | 23         | 451        | 95         |
| 1990                                                                            | 100 856              | 888 275   | 11.4           | 127        | 118           | 9             | 794                      | 2                    | 10         | 430        | 112        |
| 1999                                                                            | 109 859              | 916 007   | 12.0           | 130        | 122           | 8             | 845                      | 2                    | 1          | 376        | 92         |
| 2000                                                                            | 113 321              | 922 419   | 12.3           | 128        | 119           | 9             | 885                      | 2                    | 9          | 361        | 92         |
| 2001                                                                            | 114 539              | 947 499   | 12.1           | 135        | 127           | 8             | 848                      | 2                    | 8          | 332        | 92         |
| 2002                                                                            | 115 537              | 946 674   | 12.2           | 136        | 128           | 8             | 849                      | 2                    | 8          | 331        | 92         |
| 2003                                                                            | 115 482              | 949 385   | 12.2           | 131        | 127           | 4             | 881                      | 3                    | 4          | 329        | 91         |
| 2004                                                                            | 116 913              | 959 389   | 12.2           | 127        | 123           | 4             | 920                      | 1                    | 4          | 314        | 91         |
| 2010                                                                            | 125 150              | 979 000   | 12.8           | 117        | 116           | 1             | 1069                     | 4                    | 1          | 278        | 90         |
| 2014                                                                            | 128 700              | 1 008 000 | 12.8           | 117        | 116           | 1             | 1100                     | 4                    | 1          | 248        | 90         |
| 2017                                                                            | 112 549              | 994 427   | 11.3           | 119        | 118           | 1             | 945                      | 3                    | 1          | 210        | 90         |
| 2020                                                                            | 119 800              | 983 988   | 12.2           | 123        | 122           | 1             | 973                      | 3                    | 1          | 200        | 90         |
| Fuente: Catholic-Hierarchy, que a su vez toma los datos del Anuario Pontificio. |                      |           |                |            |               |               |                          |                      |            |            |            |

## Episcopologio
- John Joseph Hennessy † (11 de febrero de 1888-13 de julio de 1920 falleció)
- Augustus John Schwertner † (10 de marzo de 1921-2 de octubre de 1939 falleció)
- Christian Herman Winkelmann † (27 de diciembre de 1939-19 de noviembre de 1946 falleció)
- Mark Kenny Carroll † (15 de febrero de 1947-27 de septiembre de 1967 renunció[nota 1])
- David Monas Maloney † (2 de diciembre de 1967-16 de julio de 1982 renunció)
- Eugene John Gerber † (17 de noviembre de 1982-4 de octubre de 2001 renunció)
- Thomas James Olmsted (4 de octubre de 2001 por sucesión-25 de noviembre de 2003 nombrado obispo de Phoenix)
- Michael Owen Jackels (28 de enero de 2005-8 de abril de 2013 nombrado arzobispo de Dubuque)
- Carl Allan Kemme, desde el 20 de febrero de 2014